# Arctocyonides
Arctocyonides is een uitgestorven zoogdier behorend tot de Arctocyonidae. Het geslacht leefde in het Laat-Paleoceen in West-Europa.

## Fossiele vondsten
Fossiele vondsten van Arctocyonides zijn gedaan in Frankrijk, Duitsland, België en Engeland. De typesoort Arctocyonides trouessarti werd in 1891 beschreven aan de hand van vondsten bij Cernay-lès-Reims in het bekken van Parijs. De vondsten dateren uit de European land mammal age Cernaysian. 

## Kenmerken
Arctocyonides was kleiner en lichter gebouwd dan de verwante Arctocyon en de kiezen waren bij Arctocyonides beter aangepast voor het eten van plantaardig voedsel.